# Elliot West
Pour les articles homonymes, voir West.
Elliot West, né le 24 février 1924 à Brooklyn (New York, États-Unis) et mort le 7 octobre 2003 à West Fairlee (Vermont), est écrivain et scénariste américain, auteur de roman d'espionnage et de roman policier.

## Biographie
De 1943 à 1945, pendant la Seconde Guerre mondiale, il sert dans l'infanterie américaine. Il est décoré de la Purple Heart.
En 1958, avec Chris Appley il écrit le scénario de La Cible parfaite, (The Fearmakers), film américain réalisé par Jacques Tourneur.
En 1959, il publie son premier roman Man Running dans le genre espionnage. Son deuxième roman paraît en 1966, The Night Is a Time for Listening traduit en français par Marcel Duhamel sous le titre À l'écoute de la nuit. En 1976, il écrit un roman policier Gare aux arêtes ! (The Killing Kid) « une histoire bien menée et attachante malgré des personnages qui manquent un peu de finesse et ne semblent pas très malins » selon Claude Mesplède.

## Œuvre

### Romans
- Man Running, 1959
- The Night Is a Time for Listening, 1966
  - À l'écoute de la nuit, collection Le Livre du Jour, Gallimard, 1968.
- The Lonely Victories, 1972
- The Killing Kid, 1976
  - Gare aux arêtes !, Super noire no 58, 1977

## Filmographie

### Au cinéma
- 1958 : La Cible parfaite (The Fearmakers), film américain réalisé par Jacques Tourneur

### À la télévision
- 1954 : 1 épisode de la série télévisée The Pepsi-Cola Playhouse
- 1955 : 1 épisode de la série télévisée Big Town
- 1956 : 1 épisode de la série télévisée Four Star Playhouse
- 1958 : 1 épisode de la série télévisée Suspicion
- 1958 : 1 épisode de la série télévisée Sugarfoot
- 1958 : 1 épisode de la série télévisée Studio One
- 1960 : 1 épisode de la série télévisée Dick Powell's Zane Grey Theatre (en)
- 1962 : 1 épisode de la série télévisée The Detectives (en)
- 1970 : Berlin Affair téléfilm américain réalisé par David Lowell Rich
- 1977 : 1 épisode de la série télévisée Delvecchio (en)
- 1978 : 1 épisode de la série télévisée Lucan (en)
- 1979 : 1 épisode de la série télévisée Lou Grant
- 1985 : 1 épisode de la série télévisée Supercopter

## Sources
- Claude Mesplède, Les années "Série noire" bibliographie critique d'une collection policière, t. 4 : 1972-1982, Amiens, Encrage, coll. « Travaux » (no 25), 1995, 318 p. (ISBN 978-2-906389-63-2), p. 160-161.
- Claude Mesplède et Jean-Jacques Schleret, SN, voyage au bout de la Noire : inventaire de 732 auteurs et de leurs œuvres publiés en séries Noire et Blème : suivi d'une filmographie complète, Paris, Futuropolis, 1982 (OCLC 11972030), p. 377